# シュートボクシング選手一覧
シュートボクシング選手一覧（シュートボクシングせんしゅいちらん）は、シュートボクシングに参戦経験のある選手の一覧である。
ウィキペディア日本語版に存在する記事を五十音順に列記する。

## あ行
- アレックス・ロバーツ
- アンディ・サワー
- 今井教行（いまい のりゆき） - 「えなりのりゆき」から改名
- V.V Mei（ヴィーヴィー・めい）
- 梅野孝明（うめの たかあき）
- 大野崇（おおの たかし）
- 及川知浩（おいかわ ともひろ）
- 緒形健一（おがた けんいち）

## か行
- 菊池浩一（きくち こういち)

## さ行
- 宍戸大樹（ししど ひろき）
- シーザー武志（シーザー たけし）
- 鈴木博昭（すずき ひろあき）

## た行
- 平直行（たいら なおゆき）
- 高橋藍（たかはし あい）
- ダニエル・ドーソン
- 土井広之（どい ひろゆき）
- 富田美里（とみた みさと）

## な行
- 中島弘貴（なかじま ひろき）
- ナグラチューン・マーサM16

## は行
- 羽田真宏
- ファントム進也（ファントム しんや）

## ま行
- 松浦知希（まつうら ともき）
- 魅津希（みづき）
- 未奈（みな）
- 村浜武洋（むらはま たけひろ）
- MIO（ミオ）

## や行
- 吉鷹弘（よしたか ひろむ）

## ら行
- RENA（レーナ）